# Нижняя Идыга
Нижняя Идыга — деревня в Эхирит-Булагатском районе Иркутской области России. Входит в состав Кулункунского муниципального образования. Находится примерно в 14 км к северо-западу от районного центра.

## Население
По данным Всероссийской переписи, в 2010 году в деревне проживало 299 человек (154 мужчины и 145 женщин).